# La dama alegre
La dama alegre és una comèdia dramàtica en tres actes, original de Joan Puig i Ferreter, estrenada la vetlla del 17 de desembre de 1904, al Teatre de les Arts de Barcelona.
L'acció té lloc en un poble rural de Catalunya, a casa dels senyors Margalí, propietaris acomodats.

## Repartiment de l'estrena
- Senyora Margalí: Adelina Sala
- Senyor Margalí: Josep Guàrdia
- August: Ferran Vázquez.
- Fariner: Enric Casals.
- Filó: Enric Guitart.
- Senyor Daniel: Guillem Roura.
- Senyor Rull: Pere Cabré.
- Marxant: Nicolau Lluelles.

Director artístic: Enric Guitart.